# Wilhelm Jestädt
Wilhelm Jestädt (* 4. August 1865 in Fulda; † 6. Mai 1926 ebenda) war ein deutscher katholischer Theologe.

## Leben
Jestädt, Sohn eines Bäckers, besuchte das Gymnasium in Fulda und absolvierte danach seine theologischen Studien in Würzburg und Fulda. Am 21. Dezember 1889 wurde er im Dom zu Fulda von Bischof Josef Weyland zum Priester geweiht. Nach Kaplan-Stellen in Schmalnau in der Rhön und in Kassel, einer Tätigkeit ab 1894 als Kurat und Religionslehrer in Bad Hersfeld übernahm er als Pfarrer am 1. Mai 1897 die Pfarre Steinhaus bei Fulda.
Am 1. März 1905 wurde er Stadtpfarrer und Dechant in Fritzlar. Als kunstsinniger Geistlicher hinterließ er nachhaltige Spuren seines mehr als 20-jährigen Wirkens in Fritzlar. Maßgeblich trieb er die Restaurierung des Fritzlarer Doms (1913–1920) voran, nachdem er zuvor bereits die im Süden vor der Stadt gelegene Heilig-Geist-Kapelle wieder kunstgerecht hatte herstellen lassen. Ebenso betrieb er die Renovierung des Dommuseums (1914–1919), dessen reiche Kunstschätze er der Öffentlichkeit zugänglich machte. Um die Dokumentation der Geschichte Fritzlars machte er sich durch intensive Studien verdient.
Anlässlich der 1200-Jahr-Feier der Stadt Fritzlar wurde ihm im Jahr 1925 für die Verdienste, die er sich um die Domrenovierung gemacht hatte, zum „Päpstlichen Geheimkämmerer“ (Monsignore) ernannt, für die von ihm verfasste Festschrift zum 1200-jährigen Bestehen der Stadt Fritzlar (724–1924) mit der Ehrendoktorwürde der Universität Marburg ausgezeichnet und von der Stadt Fritzlar zum Ehrenbürger ernannt.
Er verstarb im Landkrankenhaus in Fulda und wurde im Grashof des Kreuzganges im Fritzlarer Dom bestattet. Der Platz zwischen dem Dom, dem Rathaus und der damaligen Rektoratsschule wurde nach ihm „Dr.-Jestädt-Platz“ benannt.

## Werke (Auswahl)
Er verfasste die folgenden Schriften:
- Die Pieta. in: Die christliche Kunst. 1916, Nr. 12, S. 211 ff.
- Erinnerungen an die hl. Elisabeth in Fritzlar. in: Quellen u. Abhandlungen zur Geschichte der Abtei und Diözese Fulda. 1932, Band XIII.
- Die Geschichte der Stadt Fritzlar. 1924 als Festschrift zum 1200-jährigen Bestehen der Stadt Fritzlar 724–1924.
- Zur Baugeschichte des Domes St. Peter. (Nachlass)